# Obermeiderich
Obermeiderich è un quartiere (Stadtteil) della città tedesca di Duisburg, appartenente al distretto urbano (Stadtbezirk) di Meiderich/Beeck.